# Austrolimnophila excelsior
Austrolimnophila excelsior là một loài ruồi trong họ Limoniidae. Chúng phân bố ở miền Australasia.